# Grote wikke
De Grote wikke (Vicia grandiflora) is een plant uit de vlinderbloemenfamilie (Fabaceae). Het eenjarige en variabele taxon, dat vaak in lagere eenheden wordt ingedeeld, stamt oorspronkelijk uit Italië en Zuidoost-Europa en het aangrenzende nabije Azië.
Ze kan in Midden- en West-Europa worden gevonden op akkers, in bermen, in bossen en boszomen, op haven- en spoorwegterreinen en andere ruderale plaatsen. In Nederland en België wordt de zich kortdurend handhavende, adventief optredende plant slechts op enkele plaatsen aangetroffen.
De bestuiving geschiedt, zoals bij veel wikkesoorten, door insecten en ze strooit zelf haar zaden uit. Of vogels, die de zaden graag eten, via uitscheiding van een deel daarvan bijdragen aan de verspreiding is onduidelijk. De zaden behouden hun kiemkracht meer dan vijf jaar. De soort groeit op een open, zonnige en uitgesproken warme, basische, matig droge tot matig vochtige, al of niet voedselrijke bodem.
Grote wikke levert een uitstekend hooi, de bladeren zijn eetbaar en kunnen in salades verwerkt worden.